# 齊忠甲
齊忠甲（1864年—1920年），亦有書作齊忠甲（正誤待考），字迪生，号慎之，又号贤舟，吉林省伊通州（今吉林省梨树县孟家岭镇四台子村）人，清朝官员、進士出身。

## 生平
光绪辛卯年（1891年）京闱举人。光緒二十年（1894年），登進士二甲七十五名，同年五月，改翰林院庶吉士。光緒二十一年四月，散館，授翰林院編修。光緒二十九年，任浙江鄉試副考官。光緒三十四年（1908年），任貴州道監察御史。民國六年（1917年），任第二次中华民国臨時參議院議員。
1920年，齊中甲逝世。